# 거짓말의 전쟁
《거짓말의 전쟁》(일본어: 嘘の戦争)은 2017년 1월 10일부터 3월 14일까지 매주 화요일 21:00 ~ 21:54에 칸사이 TV 제작·후지 TV 계열의 〈화요 21시 드라마〉로 방영되었던 텔레비전 드라마이다. 주연은 쿠사나기 츠요시.

## 개요
태국에서 사기꾼으로 살아가고 있었던 이시노세 코이치는 우연히 어릴적 자신의 가족을 살해한 인물과 조우하게 된다. 그리고 다시는 돌아가지 않으리라 다짐했던 일본으로 귀국해 범인찾기에 돌입한다. 알아본 결과, 진범은 니시나 그룹의 회장인 니시나 코우조. 이치노세는 니시나 회장에게 복수하기 위하여 자신의 가족을 살해하고, 사건을 무마시킨 이들을 찾아내 사기치며 복수하기로 하는데...

## 캐스트
- 이치노세 코이치 (옛 이름 : 치바 요이치) - 쿠사나기 츠요시
- 니시나 타카시 - 후지키 나오히토
- 토쿠라 하루카 - 미즈하라 키코
- 야시로 카즈키 - 키쿠치 후마 (Sexy Zone)
- 모모타 유지 - 마기
- 나나오 신지 - 쿄 노부오
- 산페이 마모루 - 오오스기 렌
- 니시나 카에데 - 야마모토 미즈키
- 니시나 아키라 - 야스다 켄

## 스태프
- 각본 - 고토 노리코
- 음악 - 하야시 유키, 타치바나 아사미
- 연출 - 미야케 요시시게, 호라이 타다아키
- 프로듀서 - 미야케 요시시게, 카사이 히데유키
- 제작 저작 - 칸사이 TV

## 방송 일자
| 각 화                                     | 방송일          | 부제 | 연출 | 시청률 |
| ----------------------------------------- | --------------- | ---- | ---- | ------ |
| 제1화                                     | 2017년 1월 10일 |      |      |        |
| (시청률은 칸토 지구·비디오 리서치사 조사) |                 |      |      |        |

- 첫회 2시간 스페셜.